# Denominación de Origen Estepa
La Denominación de Origen Protegida Estepa (DOP Estepa) ampara los aceites de oliva virgen extra producidos en 13 localidades enmarcadas en la Comarca de Estepa (Sevilla) y Puente Genil (Córdoba). Fue reconocida oficialmente por la Junta de Andalucía el 24 de septiembre de 2004 y por la Comisión Europea en octubre de 2010. Este reconocimiento avala que los aceites vírgenes extra del territorio cuentan con una historia milenaria, tradición y calidad que los convierte en un producto único.

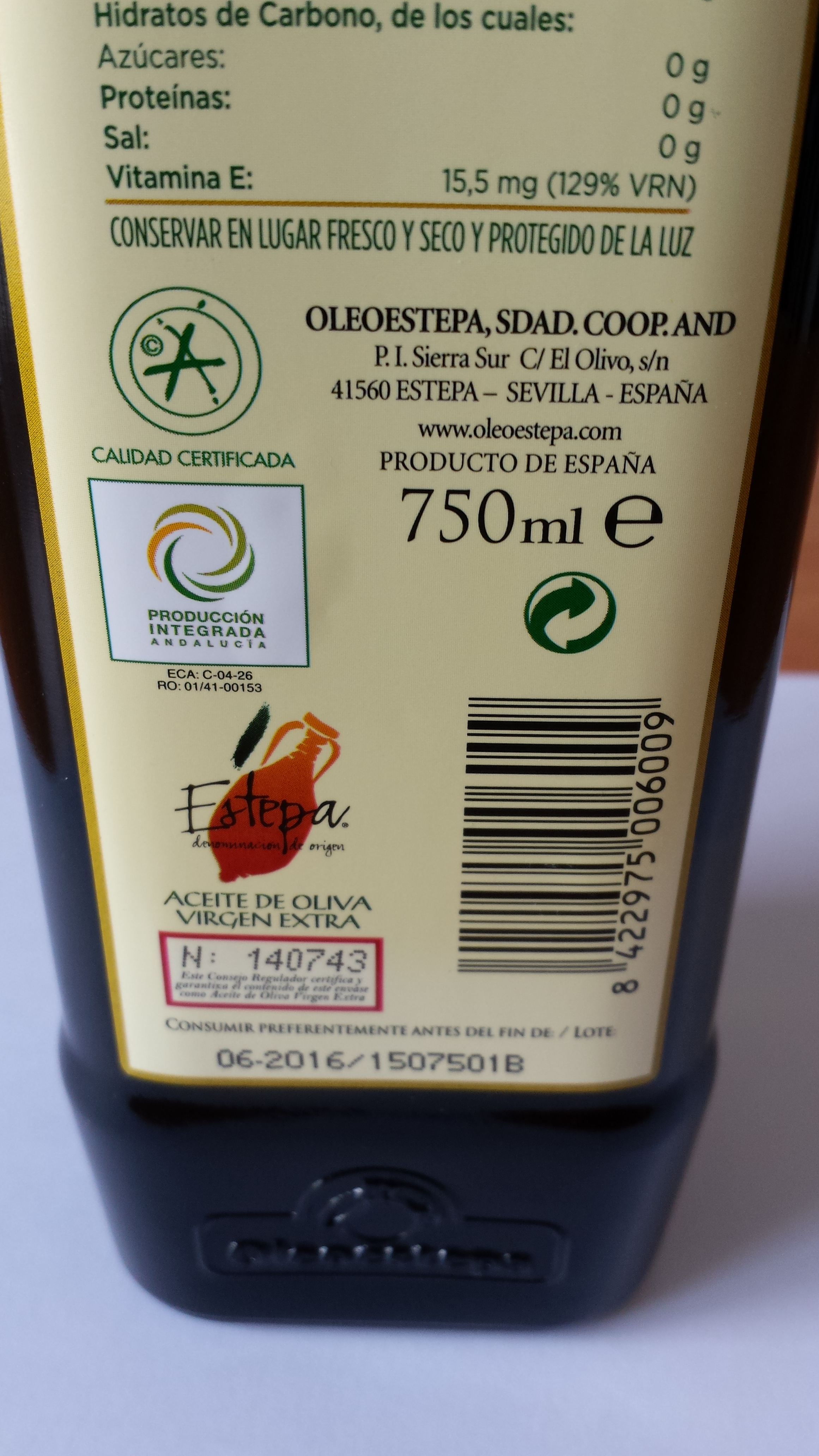
Etiqueta de la DO Estepa en la parte trasera de una botella de aceite de oliva

El territorio amparado bajo la DOP Estepa está formado por: Aguadulce, Badolatosa, Casariche, Corcoya, El Rubio, Estepa, Gilena, Herrera, La Roda de Andalucía, Lora de Estepa, Marinaleda, Pedrera y Puente Genil. Estos municipios forman unas 40 mil hectáreas de olivar que acogen a unos 7,5 millones de olivos. Más de 5.000 familias olivareras, 19 cooperativas de primer grado y 2 envasadoras comercializadoras, Oleoestepa y Puricón se encuentran implicados en todo el proceso de elaboración del aceite. 
El territorio amparado por la DOP Estepa cuenta con una agricultura sostenible, ya que emplea unos métodos de producción integrada y ecológica para la elaboración del aceite. Ambos métodos son totalmente respetuosos con el medio ambiente.

## Denominación de Origen Protegida (DOP)
Una DOP es un nombre que identifica a un producto que es:
- Originario de un lugar determinado, una región o excepcionalmente un país.
- Cuya calidad o características se deben fundamentalmente o exclusivamente a un medio geográfico, con los factores naturales y humanos inherentes a él.
- Cuyas fases de producción tengan lugar en su totalidad en la zona geográfica definida.

La DOP Estepa es la más exigente a la hora de certificar un virgen extra, sus principales funciones son:
- Certificar la calidad de los aceites de oliva virgen extra de su territorio amparado, garantizando que cada envase que lleve su sello contenga un aceite extraordinario.
- Promocionar la excelencia del aceite producido en el territorio, ademásde extenderla cultura del aceite entre los consumidores y fomentar el consumo exigente y sostenible

## Variedades de aceitunas en el territorio de la DOP Estepa
En el territorio amparado por la DOP Estepa predominan unos tipos de aceituna en concreto, en mayor porcentaje podemos encontrar aceituna hojiblanca (76%), arbequina (9%), picual (7%), manzanilla (7%) y lechín (1%). De estas aceitunas proceden los aceites de la DOP Estepa, la cual cuenta con el mayor número de tipos de aceites reconocidos: Hojiblanco, Arbequino, Coupage Hojiblanco-Arbequino y Coupage Multivarietal.

## Producción integrada y sostenible
Todo el territorio amparado por la DOP Estepa cuenta con una agricultura sostenible, ya que emplea los métodos de producción integrada y ecológica para la elaboración de su aceite de oliva virgen extra. Ambos métodos son respetuosos con el medio ambiente y se realizan bajo una trazabilidad total, por lo que se trata de un producto seguro para el consumidor. Tanto la Producción Integrada como la Ecológica se basan en un conjunto de técnicas agrarias y productivas respetuosas con el medio ambiente para obtener productos de alta calidad, haciendo un uso racional de los recursos naturales, especialmente el agua, a la vez que se evita la erosión del suelo para garantizar a lago plazo la agricultura sostenible.

## Aceite de oliva virgen extra de la DOP Estepa
Para clasificar un aceite debe pasar antes por una serie de análisis que determinan a qué categoría pertenece según los requisitos de la reglamentación comunitaria, basada en los parámetros fijados por el Consejo Oleícola Internacional. En primer lugar, en el laboratorio se analizan una serie de parámetros físico-químicos para conocer la calidad del aceite obtenido. Posteriormente, el aceite pasa por un análisis organoléptico (la cata), el cual es obligatorio antes de determinar si un aceite de oliva virgen es extra o no. Los tres atributos a tener en cuenta en el análisis organoléptico del aceite son el frutado, el amargo y el picante.
Los aceites de la DOP Estepa presentan unas características más exigentes que las que marca la normativa. En cuanto a la acidez, la DOP Estepa exige a sus aceites una acidez menor que la reglamentación. La acidez es uno de los parámetros de calidad de los aceites de oliva vírgenes, cuanto menor sea la acidez de un aceite mejor. La normativa establece que un aceite con una acidez igual o menos al 0,8% ya puede ser considerado virgen extra, en cambio, para la DOP Estepa la acidez tiene que ser igual o inferior al 0,3%. Otro atributo de mayor exigencia para la DOP Estepa es el frutado, la normativa no establece ninguna puntuación sobre este parámetro pero si sostiene que debe encontrarse en una escala entre el 0 y el 10. El frutado de los vírgenes extra de la DOP Estepa tiene una puntuación igual o superior al 4,5. Por último, la normativa no recoge los índices mínimos de polifenoles y tocoferoles que deben estar presentes en el aceite de oliva virgen extra, pero la DOP Estepa sí que establece un índice igual o superior de 450 PPM en el caso de los primeros y un índice igual o superior de 260 PPM en el caso de los segundos.